# Château de la Droitière
Le château de La Droitière est un château situé dans la commune de Mauves-sur-Loire dans le département de la Loire-Atlantique, région Pays de la Loire, à 17 km à l'est de Nantes en direction d'Ancenis.
Le château est construit sur les falaises de Mauves-sur-Loire, à 76 mètres au-dessus de la Loire.

## Historique

### Sous l'Ancien régime

#### Le domaine de la famille Malestroit d'Oudon
Le domaine de la Droitière fait partie des possessions de la famille de Malestroit, seigneurs d'Oudon au XVIe siècle. Désargentés, Jean de Malestroit et son frère Julien se lancèrent dans la fabrication de fausse monnaie pour maintenir leur train de vie et leur rang. Il s'agissait de monnaies de cuivre recouvertes d'argent. L'atelier des faux-monnayeurs fut installé dans la falaise surplombant la Loire, au niveau de l'actuel domaine de la Droitière, dans la grotte encore appelée aujourd'hui grotte des Faux-Monnayeurs. Ils furent assistés par un clerc du nom de Jean Drouet, dont dérive probablement le nom initial du domaine de la Droitière ou Drouetière.
Les deux frères furent arrêtés successivement et leurs possessions furent vendues.

#### Propriété de grands négociants nantais
Au XVIIe siècle, La Droitière appartient à la famille Barbot. Ces négociants nantais construisent une maison noble en 1669. Celle-ci serait la base du château actuel.
Par la suite, La Droitière devient la propriété de la famille Bazille, eux aussi négociants nantais et transformateurs.
En 1732, Marie Bazille épouse Louis Thiercelin, également issu d'une famille de négociants originaire d'Orléans. À la suite d'un accident tragique dans lequel Marie se noie avec ses enfants, le château est transmis aux cousins Thiercelin.
En 1783, Marie-Flore Thiercelin (1759-1791) épouse François Guillet de la Brosse (1742-1826), capitaine aide-major des milices de Saint-Domingue, issu d'une famille de négociants installée à Nantes depuis 1730 et ayant fait fortune à Saint-Domingue. En 1786, François achète une charge de conseiller-secrétaire du roi à la Chancellerie de Bretagne et dans le même temps rachète le château de La Droitière à la famille de sa femme.
À la suite de cet anoblissement, il engage des travaux sur le château et le parc de La Droitière. La bâtisse est remaniée dans le style Louis XVI. Le couple fait construire également l'orangerie, le potager et les communs, ainsi qu'une chapelle bénie en juillet 1789. Le parc est également aménagé, avec notamment un grand bassin maçonné au Sud séparant le jardin d'agrément du jardin potager.
Le château de la Droitière et ses propriétaires traversent une période difficile à la Révolution française. François Guillet de La Brosse est noble ; son frère, curé, a été noyé à Trentemoult sous ordre de Carrier. Le château est envahi en 1793, les vitres sont brisées, les tentures arrachées, le château, le potager et la cave pillés. François est lui-même arrêté quelques semaines plus tard et enfermé à Nantes. La réaction de Thermidor en 1795 et la fin de la Terreur lui sauvent la vie.

### Le château de la Droitière au début duXIXesiècle
Le château échoie à Julien Guillet de La Brosse par tirage au sort. En 1805, ce dernier épouse Maxence Suzanne Sallentin, issue d'une famille de négociants. Resté veuf, il se remarie en janvier 1818 avec Marie-Victoire Palerne de La Haudussais. Le couple réside au château de La Droitière où il organise de nombreuses réceptions mondaines.
La fille du couple, Victoire Guillet de La Brosse (1819-1845), épouse le comte Charles de Montsorbier en 1842. Leur fille, Victoire-Marie, petite-fille de Julien Guillet de la Brosse, hérite du château à la mort de son grand-père en 1845. En 1861, elle épouse Arthur de Cornulier-Lucinière.
Le couple possède d'autres propriétés, notamment le château de Lucinière à Joué-sur-Erdre. Le vicomte de Cornulier entreprend la construction d'un haras sur ses terres de la Lucinière. Pour faire face aux dépenses considérables, le château de la Droitière est d'abord loué, puis vendu.

### Le château sous les Fleury
En 1867, Victor Fleury (1828-1886) achète le domaine pour la somme de cent mille francs.
Victor et son frère Jules Fleury (1825-1907) sont originaires de Saint-Amand-les-Eaux, dans le Nord. Jules est banquier et agent de change alors que Victor entre aux Eaux et Forêts. Ils possèdent également une filature héritée de leurs parents à Saint-Maurice, dans le Val-de-Marne. La filature est expropriée par la ville de Saint-Maurice, les fonds leur permettent d'acquérir le château de la Droitière.
Victor Fleury est marié à Mathilde Verne (1839-1920), sœur du célèbre écrivain Jules Verne, depuis 1860.
À partir de 1872, Victor entreprend plusieurs travaux sur le château. Il ajoute deux pavillons et remplace les armoiries de la famille Thiercelin par un F. L'architecte chargé de ces modifications est Jourdan Blondel. De même, le parc est agrandi et restructuré à la mode anglaise.
Victor Fleury était membre de la société d'acclimatation de Nantes et de la société nantaise d'Horticulture. Il devient également maire de la commune de Mauves-sur-Loire de 1871 à 1874 puis de 1874 à 1884. À son décès en 1886, sa veuve Mathilde Fleury née Verne hérite de la Droitière. Sa fille Jeanne (1861-1929), épouse de Maurice Douault, hérite de la Droitière en 1921. Le Château est ensuite transmis à ses fils en 1929. La crise financière de 1929 étant passée par là, les trois frères n'ont pas d'autre choix que de vendre la propriété.

### Sanatorium et hôpital des années 1930 aux années 1990
En 1930, un diplomate anglais, Cécil Gosling (1870-1944), marié à Christine von Linden (1879-1969), londonienne d'origine allemande, achète La Droitière et réalise quelques aménagements comme les écuries pour ses chevaux de course. Le couple ne réside pas longtemps à la Droitière. De 1932 et 1936 il essaye de faire du château de La Droitière une maison de cure. En 1937, La Droitière devient un sanatorium pour femmes. Quelques constructions sont ajoutées pour les besoins de l'activité. L'établissement est dirigé par Eugène Maxim, ingénieur originaire de Roumanie. Protégé par son statut de sanatorium, le château sert de base d'approvisionnement pour la résistance, notamment le groupe Vengeance du maquis de Saffré auquel appartenaient Eugène Maxim et son épouse Blanche.

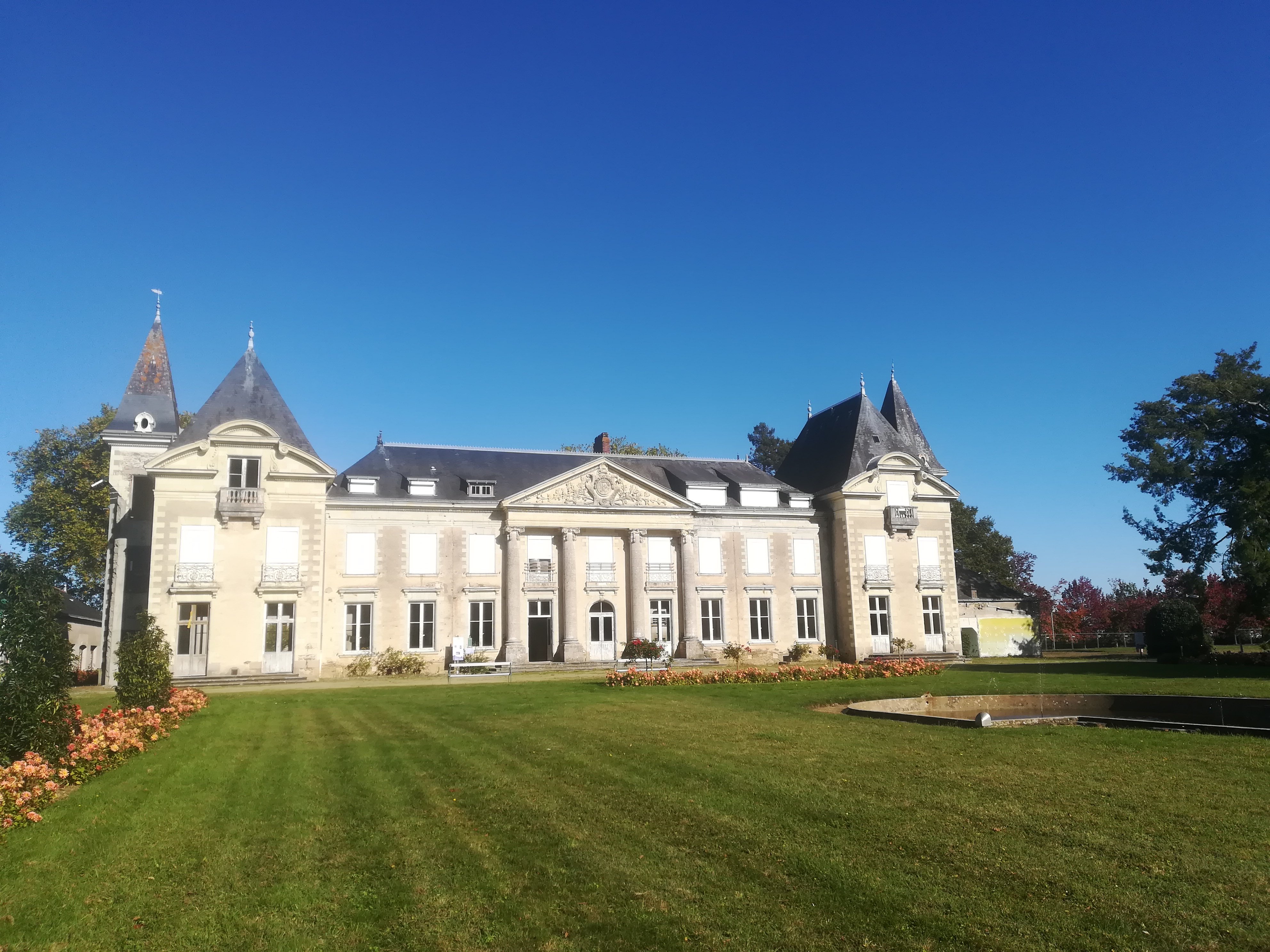
Château de la Droitière.

En 1963, Le C.H.U. de Nantes devient propriétaire des lieux et restructure complètement les intérieurs du château en 1964. De plus, l'Unité de Soins Normalisés est construite et inaugurée en 1974 pour y installer un service de convalescents de 124 lits, puis un service de long-séjour de 150 lits pour personnes âgées dépendantes. L'ensemble des bâtiments a été fermé le 15 février 2000, après le départ des derniers patients pour l'hôpital Saint-Jacques, avant d'être vendu en 2005 à un groupe hôtelier.

### La Droitière aujourd'hui
Depuis 2018, l'association des amis du Parc et du Château de la Droitière s'attache à restaurer le château et valoriser l'ensemble du site, notamment par l'ouverture au public du parc et par l'organisation de nombreux événements culturels.
En 2022, la propriété de La Droitière a été transmise gracieusement à l'association ce qui lui permet d'appréhender plus sereinement ses missions.

## L'architecture du château
Le pavillon central reconstruit par les familles Thiercelin et Guillet de La Brosse est de Style Louis XVI. On observe la date de 1788 au milieu du fronton brisée de la lucarne axiale sur la façade est du château. Les intérieurs sont également remaniés. Côté parc, la façade est ornée de quatre colonnes surmontées d'un fronton sculpté. Ce fronton présente des similitudes avec celui réalisé par l'architecte nantais Mathurin Crucy pour la Chambre des comptes de Bretagne. Les travaux menés au XVIIIe siècle à la Droitière sont attribués à cet architecte important.
Au XIXe siècle, Victor Fleury fait profondément remanier le château. Deux grands pavillons latéraux, caractéristiques de l'architecture du XIXe siècle tout en respectant une continuité avec le style Louis XVI sont ajoutés. Les armoiries du fronton sont remplacées par un F évoquant les Fleury. Les travaux sont attribués à l'architecte Jourdan Blondel.
L'occupation du château par le sanatorium puis le CHU a entraîné des dégradations importantes : construction de bâtiments annexes, installation de stores et de chiens assis sur la toiture. Mais l'association des Amis du parc et du château de la Droitière s'occupe à rendre au château son lustre initial.

## Le parc: l'évolution de l'art des jardins au cours des siècles

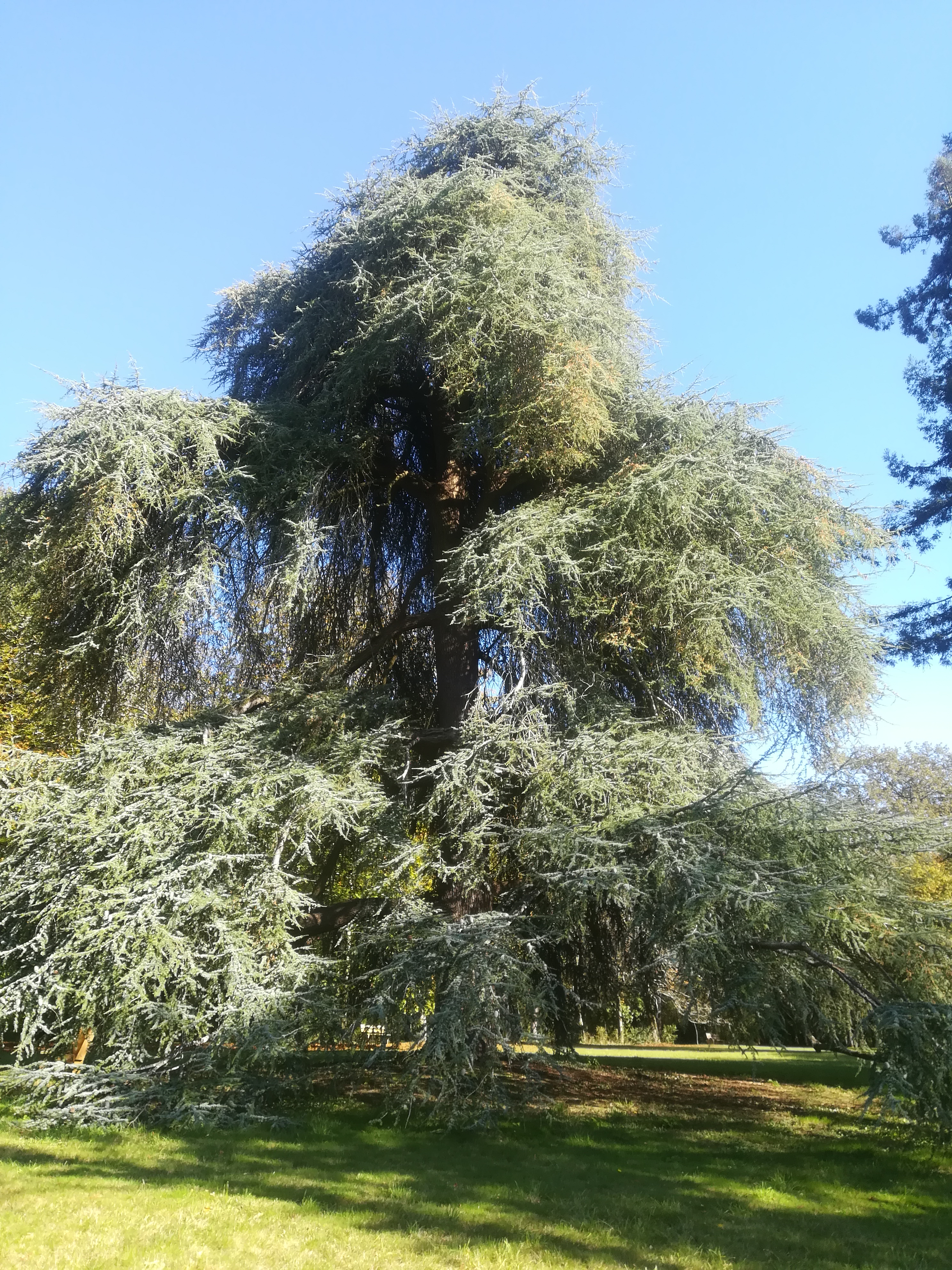
Un séquoia dans le parc.

### Le noyau du parc à la française et son pourtour à l'anglaise
La propriété de La Droitière couvre plus de 16 hectares aujourd'hui, et 350 hectares à l'origine (incluant les fermes qui devaient servir à son entretien). Le parc proprement dit, clos de murs depuis le XIXe siècle, recouvre une superficie de onze hectares.
La partie centrale a été aménagée au XVIIIe siècle en respectant les plans d'un parc à la française : perspectives depuis le château portant le plus loin possible, tracé géométrique, bassin maçonné. Le château est implanté sur le point culminant du terrain afin de bénéficier d'une position dominante. Le jardin d'agrément face à la façade sud du château était délimité par un pavillon en symétrie avec la chapelle et orné de fleurs. Le parc comprenait également un potager, un verger et une basse-cour destinés à l'approvisionnement du château.
Victor Fleury entreprend à partir de 1867 d'importants travaux pour faire du jardin un parc à l'anglaise. Des perspectives latérales sont ouvertes sur le château, des allées sinueuses serpentent à travers le parc arboré, des bosquets sont créés, ainsi qu'une allée de ceinture permettant une découverte du parc. Victor Fleury introduit également des espèces exotiques vers 1875 : cyprès chauve, Calocedrus, gingko biloba. Plusieurs sujets plantés dans le parc par Victor Fleury sont aujourd'hui des arbres remarquables : le sequoia gigantea introduit en Europe en 1858, le Cèdre Bleu de l'Atlas et introduit en France en 1839, le gymnocladus dioicus ou chicot du Canada ou encore le cyprès chauve.
Le parc abrite également des magnolias, introduit au XVIIIe siècle dans la région nantaise, ainsi que des collections de dahlias et d'Hydrangeas.
Une cascade a été remise en eau et réaménagée par l'association des Amis de la Droitière en 2020.
Le parc bénéficie du label Ensemble arboré remarquable délivré par l'association Arbres, depuis 2022.